# Звежинець-Третій
Звежинець-Третій (пол. Zwierzyniec Trzeci) — село в Польщі, у гміні Панки Клобуцького повіту Сілезького воєводства.
Населення — 323 особи (2011).
У 1975-1998 роках село належало до Ченстоховського воєводства.

## Демографія
Демографічна структура станом на 31 березня 2011 року:
|          | Загалом | Допрацездатний вік | Працездатний вік | Постпрацездатний вік |
| -------- | ------- | ------------------ | ---------------- | -------------------- |
| Чоловіки | 162     | 31                 | 116              | 15                   |
| Жінки    | 161     | 25                 | 85               | 51                   |
| Разом    | 323     | 56                 | 201              | 66                   |